# Cal Sorribas
Cal Sorribas és un habitatge a la vila de Sallent (Bages) catalogat a l'Inventari del Patrimoni Arquitectònic de Catalunya. L'edifici consta de planta baixa i dos pisos. El sòcol, posterior, és de pedra picada, els marcs dels balcons del primer pis i la porta i portal de la planta baixa així mateix. La planta baixa està coberta en gran part amb volta de pedra. Els pisos amb embigat. Les baranes dels balcons del segon pis són de fusta. En el balcó de l'esquerra consta: Valls Any MDCCCVI, en el de la dreta MDCCCXLII.